# Xylocopa rufa
Xylocopa rufa là một loài Hymenoptera trong họ Apidae. Loài này được Friese mô tả khoa học năm 1901.

## Hình ảnh

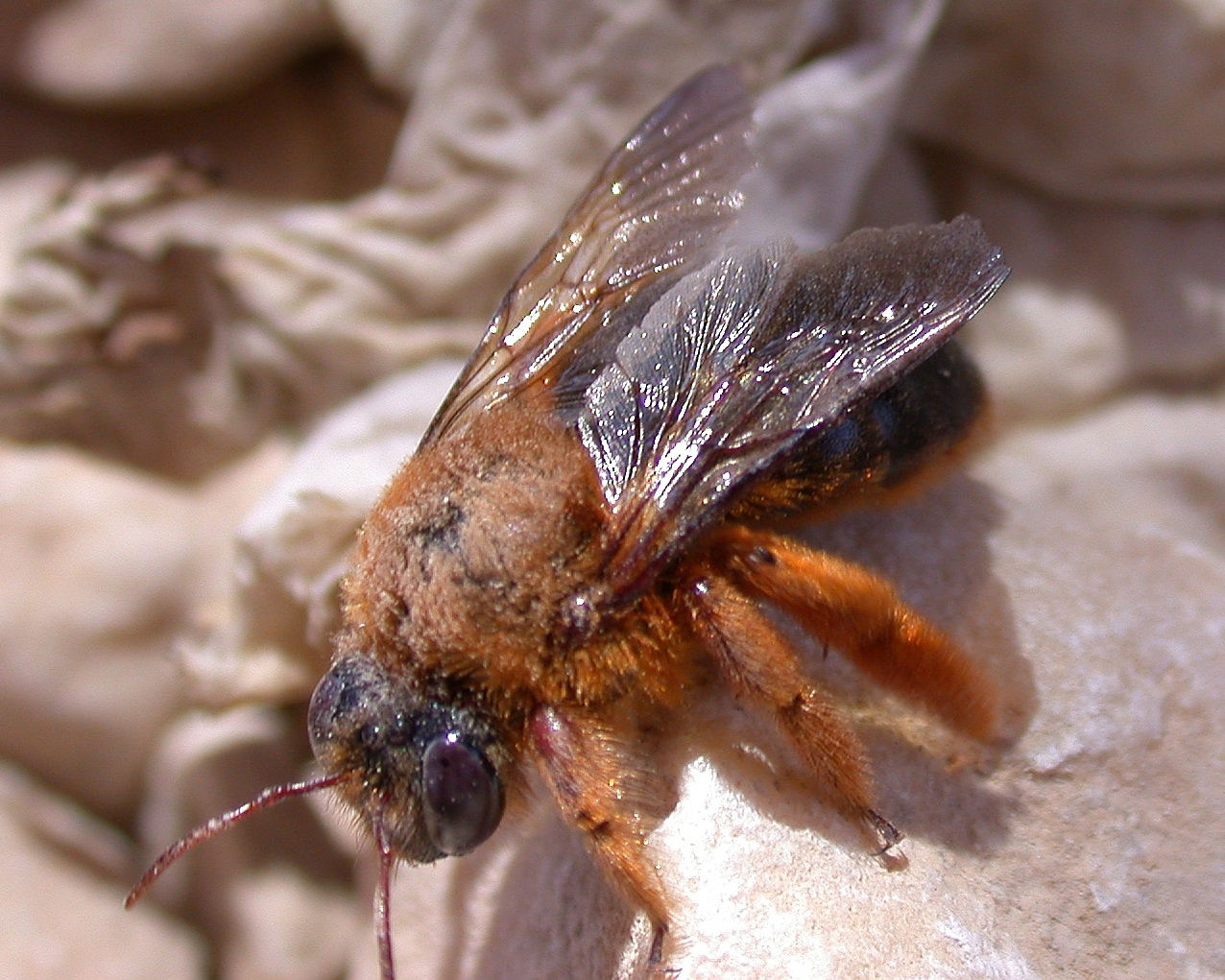